# Sushen
Les Sushen (肅愼) sont un ancien peuple qui vivait en Mandchourie et plus particulièrement dans les plaines des rivières Songhua et Nen ainsi que de l'Amour. L'économie était basée sur la chasse et la pêche et ils pratiquaient aussi l'agriculture dans la partie sud. Ils sont mis en rapport avec la culture de Xituanshan et donc avec les peuples toungouses.
Ils sont mentionnés vers les IIIe et Ve siècles av. J.-C. dans des documents chinois, notamment le Discours des royaumes et  le Livre des monts et des mers, comme étant une tribu vivant dans le Shandong et à proximité du Liao. Ils étaient réputés pour leurs flèches.
À partir de la dynastie Han (-206 à +24), leur nom est utilisé conjointement avec celui de  Yilou puis Wuji sous les Wei postérieurs (386-534) avant que ces noms ne disparaissent pour laisser la place aux Mohe dont ils sont considérés comme les ancêtres.
Leur nom est également présent dans des documents japonais, il se prononce alors Mishihase. Ce peuple est arrivé au Japon pendant le règne de Kinmei (539-571) dans la province de Sado et a été battu en 660.